# 迪特哈特
迪特哈特是德国莱茵兰-普法尔茨州的一个市镇。总面积4.42平方公里，总人口257人，其中男性131人，女性126人（2011年12月31日），人口密度58人/平方公里。